# Julien Berthier
Pour les articles homonymes, voir Berthier.
 (juin 2025).
Motif : Insuffisance en matière de sources secondaires requises. Cf WP:CAA 
- Archive Wikiwix
- Bing
- Cairn
- DuckDuckGo
- E. Universalis
- Gallica
- Google
- G. Books
- G. News
- G. Scholar
- Persée
- Qwant
- (zh) Baidu
- (ru) Yandex
- (wd) trouver des œuvres sur Wikidata

| 1. | Préciser le motif de la pose du bandeau. | Précisez le motif de la pose du bandeau en utilisant la syntaxe suivante : {{admissibilité à vérifier\|date=juin 2025\|motif=remplacez ce texte par le motif}}                       |
| 2. | Informer les utilisateurs concernés.     | Pensez à avertir le créateur de l'article, par exemple, en insérant le code ci-dessous sur sa page de discussion : {{subst:avertissement admissibilité à vérifier\|Julien Berthier}} |

Julien Berthier, né en 1975 à Besançon, est un artiste français.

## Biographie
Julien Berthier vit et travaille à Aubervilliers.

## Expositions récentes
- 2017 : 5 secondes plus tard, Le Portique centre régional d'art contemporain du Havre, France
- 2015 : Monumental Break, Graben, Vienne, Autriche
- 2011 : La concentration des services, Paris, France
- 2009 : Le paradoxe de Robinson, Monnaie de Paris, Paris, France
- 2009 : Neglectable collectings, Galerie Michael Wiesehöfer, Cologne, Allemagne
- 2008 : Julien Berthier : 360° Evaluation, Galerie Georges-Philippe et Nathalie Vallois, Paris, France
- 2008 : Welcome Home, Le Pavé dans la mare - FRAC Franche-Comté, Besançon, France Voir site
- 2007 : Love love and other attempts, Allsopp Contemporary, Londres, Grande-Bretagne
- 2007 : Les Rives du pédiluve, CRAC Alsace, Altkirch, France
- 2006 : Around the world, Galerie Georges-Philippe et Nathalie Vallois, Paris, France
- 2005 : Silent Sentinels, Frehrking Wiesehöfer Gallery, Cologne, Allemagne
- 2005 : Beware the friendly stranger, Galerie Blindarte Contemporanea, Naples, Italie
- 2004 : Everything’s gonna be alright, Galerie Georges-Philippe et Nathalie Vallois, Paris, France (avec Virginie Yassef)
- 2002 : Sauf Accident, Galerie Georges-Philippe et Nathalie Vallois (Project Room), Paris, France (avec Virginie Yassef)
- 2001 : Blanc d'Espagne, E-cran, Paris, France (avec Virginie Yassef)
- 2001 : Demi-Détail-Gros, Paris Project Room, Paris, France (avec Virginie Yassef)
- 2001 : I'll be back in five minutes, Frehrking Wiesehöfer Gallery, Cologne, Allemagne

## Expositions collectives
2019
- Bêtes de Scène, Fondation Villa Datris, L'Isle-sur-la-Sorgue[1]

2008
- Ad Absurdum, Städtische Galerie Norhorn and MARTa Herford, Nordhorn, Allemagne
- Comme des bêtes. L'ours, le cochon, le chat et Cie., Musée Cantonal des Beaux-Arts, Lausanne, Suisse
- Prêt-à-porter, Kasseler Kunstverein, Cassel, Allemagne
- Landscope, Galerie Thaddeus Ropac, Paris, France
- Pour quelques dollars de plus, Espace Paul Ricard, Paris, France
- Drift 08, La Tamise, Londres, Grande-Bretagne
- Propagation, Field Gallery, Londres, Grande-Bretagne
- Mieux vaut être un virus que tomber malade, proposé par Isabelle Le Normand, Mains d'œuvres, Saint-Ouen, France

2007
- Julien Berthier, Alexandra Pleissier, Cédric Ponti, Galerie Bonneau-Samames, Marseille, France
- Art for fun, Cesal Solleric Majorque, Espagne
- Surréalités. Traces du surréel dans l’art contemporain, CentrePasquArt, Bienne, Suisse
- L'amorce ou la partition des possibles (Sculptural bootlegs & remixed artworks), commissaire : Davide Balula, L.I.A., Grenoble, France
- Logiques du rêve éveillé, Instants chavirés, Montreuil, France
- Zu Gast bei Freunden, Galerie Stella Lohaus, Anvers, Belgique
- La dimension cachée - un regard intime sur la ville, commissaire : Xavier Zimmermann, Centre culturel Boris Vian, Les Ulis, France
- Is it a Pazziella?, Pazziella, Capri, Italie

2006
- Julien Berthier, Restore Hope, Le Vestibule, Maison Rouge, Fondation Antoine de Galbert, Paris, France
- Fliegende Kühe und andere Kometen – Nicht nur komische Dinge in der Kunst (Flying cows and other comets – not just comic things in art), cocommissaire : Ludwig Seyfarth, Villa Merkel, Esslingen am Neckar, Allemagne
- La position du tireur couché, commissaire : Julien Prévieux, Le Plateau-FRAC Ile-de- France, Paris, France
- Guet-Apens, commissaire : Stéphane Tidet, La Générale, Paris, France
- Parisites : Julien Berthier, Lilly Phung and Nicolas Pol, Allsopp Contemporary, Londres, Grande-Bretagne
- Interpositions, commissaire : Paul Ardenne, La Force de l'Art, Grand Palais (Paris)Le Grand Palais, Paris, France
- Und es bewegt sich doch, Museum Bochum, Bochum, Allemagne
- Accidents, Galerie Georges-Philippe et Nathalie Vallois, Paris, France
- Noir c'est la vie, Abbaye de Saint André, Centre d'Art Contemporain, Meymac, France (avec Virginie Yassef)
- Classe Preferente, Galeria Graça Brandão, Porto, Portugal

2005
- Napoli Presenta, PAN Palazzo delle Arti, Naples, Italie
- Lichtkunst Aus Kunstlicht, Zentrum für Kunst, Karlsruhe, Allemagne
- Roboter, Opelvillen Zentrum für Kunst, Rüsselsheim, Allemagne
- Affinités, le Pavé dans la Mare, FRAC Franche-Compté, Besançon, France
- À table(s), Domaine de Chamarande, Chamarande, France
- Moving Parts, Musée Tinguely, Bâle, Suisse

2004
- Grotesque, Burlesque, Parodie, Abbaye Saint-André, Centre d'Art Contemporain, Meymac, France
- Moving Parts, Kunsthaus, Graz, Autriche
- Y a-t-il un commissaire pour sauver l'exposition ?, Galerie Georges-Philippe et Nathalie Vallois, Paris, France
- Maisons Témoins, The Store, Paris, France

2003
- Home, Galerie Georges-Philippe et Nathalie Vallois, Paris, France
- Electrobot, Home Gallery, Prague, République Tchèque

2002
- Voilà, la France !, commissaire : Andrea Busto, C.E.S.A.C, Turin, Italie
- Razzia, Tactic for a wild quest, Artis, Den Bosch, Pays-Bas
- Group Effect, fw Gallery, Cologne, Allemagne

2001
- Voisins Voisines, Glassbox, Paris, France (avec Virginie Yassef)
- Le poste, Collectif Mix, Public, Paris, France
- Sincères Félicitations, École nationale supérieure des beaux-arts, Paris, France (avec Virginie Yassef)

2000
- To be announced, Kunstverein, Aachen, Allemagne
- Comédie, Collectif Mix, Paris, France (avec Virginie Yassef)
- Wershow, commissaire : Rita McBride, Kunsthalle, Aachen, Allemagne

1999
- Opéra (mémoire vive / mémoire morte) (avec S. Thidet et A. Pouillaude), Galerie Public, Paris, France
- Pizza / Pizza II, Public et Bernard Jordan, Paris, France
- Visages et Expressions, École nationale supérieure des beaux-arts, Paris, France

1998
- Résidence à Cuba précédé par l'exposition : Pizza / Pizza, pos-imposibilidad, centro de desarollo y arte visual, La Havane, Cuba

1997
- L’aventure, École nationale supérieure des beaux-arts, Paris, France.
- Foire de livres à Calcutta, organisé par l'Ambassade française à Delhi

## Autres œuvres
- Les Spécialistes
- Monstre[2], 2010, 40mcube, Rennes